# Prophet of the Last Eclipse

Prophet of the Last Eclipse es el segundo álbum en solitario de Luca Turilli, guitarrista y compositor, exintegrante de Rhapsody of Fire y actual líder de Luca Turilli's Rhapsody. Fue lanzado en 2002. Al igual que su predecesor, se trata de un trabajo de power metal sinfónico (también clasificado como Metal Épico-Fantástico) que combina la atmósfera de la música clásica y las grandes bandas sonoras cinematográficas con la forma del power metal melódico. Sin embargo, en este trabajo se puede apreciar un aumento considerable en la fuerza de la percusión y las guitarras, dando como resultado un álbum bastante más pesado.
El disco es el segundo capítulo de la trilogía titulada "Virtual Odyssey".

## Lista de canciones
1. "Aenigma" - 1:58
2. "War of the Universe" - 4:18
3. "Rider of the Astral Fire" - 5:12
4. "Zaephyr Skies' Theme" - 3:19
5. "The Age of Mystic Ice" - 4:53
6. "Prince of the Starlight" - 5:13
7. "Timeless Oceans" - 4:18
8. "Demonheart" - 5:08
9. "New Century's Tarantella" - 5:15
10. "Prophet of the Last Eclipse" - 11:48
11. "Dark Comet's Reign" (Bonus Track, solo en versión especial) - 4:43
12. "Demonheart (vocals by Andre Matos, solo en versión especial)" - 5:02

"Demonheart" Single
1. "Demonheart"
2. "Prophet Of The Last Eclipse" (Version Editada)
3. "Rondeau In C Minor"
4. "Black Realms' Majesty"
5. "King Of The Nordic Twilight" (Version Editada)
6. "I'm Alive"

Vinilo (edición especial)
1. "Caprice in a Minor" (Instrumental) – 2:29
2. "Autumn's Last Whisper" (Instrumental) – 2:37

## Integrantes
- Luca Turilli - Guitarra, Teclado
- Sascha Paeth - Bajo, Guitarra
- Michael Rodenberg - Teclado
- Olaf Hayer - Voz
- Bridget Fogle - Voz
- Robert Hunecke - Batería

- Datos: Q2665800